# 倭
倭（）
1. 紀元前から中国各王朝が中国東南の地域およびその住人を指す際に用いた呼称。紀元前後頃から7世紀末頃に国号を「日本」に変更するまで、日本列島の政治勢力も倭もしくは倭国（）と自称した。なお倭人（）は、倭国の国民だけを指すのではない。和、俀とも記す。
※倭の政治組織・国家については「倭国」、倭の住人・種族については「倭人」をそれぞれ参照のこと。
2. 奈良盆地（のちの大和国）の古名。倭人ないしヤマト王権自身による呼称。「大倭」とも記す。
※「大和」を参照のこと。
3. 第二次世界大戦における日本の蔑称[1]。

## 概要

### 「日本」の前身としての「倭」
倭については、中国正史で記述されている。後漢書倭伝や魏志倭人伝、晋書倭人伝、宋書倭国伝、南斉書倭国伝、梁書倭国伝、隋書倭国伝、北史倭国伝、南史倭国伝などに記述されている。
史書に現れる中国南東部にいたと思われる倭人や百越の人々を含んだ時代もあったという意見もある。
中国人歴史学者の王勇によれば中国の史書に現れる倭人の住居地は初めから日本列島を指すとしている。倭国の領域は、隋書や北史では、東西に五カ月で、南北に三カ月とされる。
倭（ヤマト国家）は、大王を中心とする諸豪族による連合政権であった。大王は、元来大和地方（現奈良県）の王（）であったが、5世紀ごろから大王と呼ばれるようになった。ヤマト国家では、有力豪族によって大王が擁されたり、廃されたり、場合によっては殺害されることもあり、実質は有力豪族たちによって運営されていた。そのため有力豪族同士の権力争いも絶えなかった。氏を持つ血縁を中心につながる一族が、身分（姓）を与えられていた（氏姓制度）。
『日本』と言う国名は、大化の改新によって『天皇』という称号とともに使われるようになった。天智及び天武朝において始まったとされるが、いずれにしても7世紀後半のことである。

### 「倭」という呼称
『古事記』や『日本書紀』では倭（）日本（）として表記されている。
8世紀に「大倭郷」に編成された奈良盆地南東部の三輪山麓一帯が最狭義の「ヤマト」である。同地は椎根津彦を祖とする倭国造の本拠であった。なお、『日本書紀』には新益京（藤原京）に先だつ7世紀代の飛鳥地方の宮都を「倭京」と記す例がある。
737年（天平9年）、令制国の「ヤマト」は橘諸兄政権下で「大倭国」から「大養徳国」へ改称されたが、諸兄の勢力の弱まった747年（天平19年）には再び「大倭国」の表記に戻された。そして757年（天平宝字元年）橘奈良麻呂の乱直後に「大倭国」から「大和国」への変更が行われたと考えられている。「大和」の初出は『続日本紀』（天平宝字元年（757）12月壬子（九日）「大和宿祢長岡」）である（但し、同書にはそれ以前に、追書と思われるものが数カ所ある）。

## 漢字

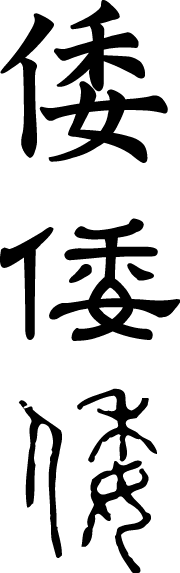
倭の文字の変遷。下に行くにつれて古い。

「倭」という文字は、音を表す「委」と意味を示す「人」からなる形声文字である。

## 語義

### 用例
中国の古代史書で、日本列島に居住する人びとである倭人を指した。
説文解字では「従順なさま。詩経に曰く“周道倭遲(周への道は曲がりくねり遠い)”。」と解説されている。
康熙字典によれば、さらに人名にも使用され、例えば魯の第21代王宣公の名は「倭」であると書かれている。
『隋書』では俀とも記し、『隋書』本紀では「倭」、志・伝で「俀」とある。「俀」は「倭」の別字である可能性もあるが詳細は不明である。
のち和と表記される。奈良時代中期頃（天平勝宝年間）から同音好字の「和」が併用されるようになり、次第に「和」が主流となっていった。例えば鎌倉時代の徒然草には「和国は、単律の国にて、呂の音なし」(199)とあり、また親鸞も和国と記している。
現代の日本では、倭の字はいくつかの場面で使われている。人名用漢字の一つとして選ばれている他、東京には「倭」という手作り弁当のチェーン店がある。公立学校として三重県津市と長野県中野市に倭小学校が存在する。奈良県には北倭保育園（私立）が存在する。日経ビジネスオンラインでは、海外で働く日本人に対し、華僑という言葉を参考にして「倭僑」という言葉を提案した。中国には貴州省清鎮市に犁倭という地名が存在する。

## 解釈
日本列島に住む人々が倭・倭人と呼称されるに至った由来にはいくつかの説があるが、いずれも定説の域には達していない。
- 平安時代初期の『弘仁私記』序にはある人の説として、倭人が自らを「わ」（吾・我）と称したことから「倭」となった、とする説を記している。
- 一条兼良は、『説文解字』に倭の語義が従順とあることから、「倭人の人心が従順だったからだ」と唱え（『日本書紀纂疏』）、後世の儒者はこれに従う者が多かった。
- 江戸時代の木下順庵らは、小柄な人びと（矮人）だから倭と呼ばれたとする説を述べている。現在でも、ピグミーマーモセットの中国語表記は「倭狨」、「コビトカバ」は「倭河馬」で、倭は小ささを表す言葉である。
- 新井白石は『古史通或問』にて「オホクニ」の音訳が倭国であるとした。
- 隋唐代の中国では、「韻書」と呼ばれる字書がいくつも編まれ、それらには、倭の音は「ワ」「ヰ」両音が示されており、ワ音の倭は東海の国名として、ヰ音の倭は従順を表す語として、説明されている。すなわち、隋唐の時代から国名としての倭の語義は不明とされていた。
- また、平安時代の『日本書紀私記』丁本においても、倭の由来は不明であるとする。
- さらに、本居宣長も『国号考』で倭の由来が不詳であることを述べている。
- 神野志隆光は、倭の意味は未だ不明とするのが妥当としている[11]。

### 悪字・蔑称説
『旧唐書・東夷伝・日本国の条』に「或曰、倭国自悪其名不雅、改為日本（あるいは曰く、倭国自らその名の雅ならざるを悪みて、改めて日本となす）」とある。
江戸時代の木下順庵らは、小柄な人びと（矮人）だから倭と呼ばれたとする説を述べ、他にも「倭」を蔑称とする説もあるが、「倭」の字が悪字であるかどうかについても見解が分かれる。『魏志倭人伝』や『詩経』（小雅、四牡）などにおける用例から見て、倭は必ずしも侮蔑の意味を含まないとする見解がある。それに対して「卑弥呼」や「邪馬台国」と同様に非佳字をあてることにより、中華世界から見た夷狄であることを表現しているとみなす見解もある。

なお、古代中国において日本列島を指す雅称としては瀛洲（）・東瀛（）という呼称がある。瀛洲とは、蓬萊や方丈ともに東方三神山のひとつである。

## 倭の国々

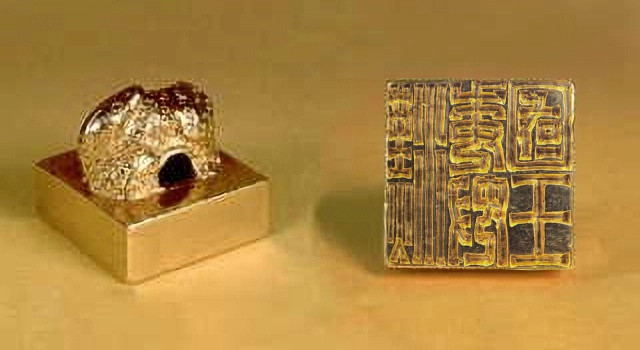
漢委奴国王印

冒頭で掲げたように、「倭」には現在の西日本および奈良盆地という2つの意味があるが、ここでは広義の「倭」つまり西日本における小国分立時代の国々について若干ふれる（古墳時代を通じて徐々に小国連合が成立して「倭国」というひとつのまとまりが生まれてからについては「倭国」を参照のこと）。
『魏志』倭人伝にみられる「奴国」は、福岡市・春日市およびその周辺を含む福岡平野が比定地とされている。この地では、江戸時代に『後漢書』東夷伝に記された金印「漢委奴国王印」が博多湾北部に所在する志賀島の南端より発見されている。奴国の中枢と考えられているのが須玖岡本遺跡（春日市）である。そこからは紀元前1世紀にさかのぼる前漢鏡が出土している。
「伊都国」の中心と考えられるのが糸島平野にある三雲南小路遺跡（糸島市）であり、やはり紀元前1世紀の王墓が検出されている。
紀元前1世紀代にこのような国々が成立していたのは、玄界灘沿岸の限られた地域だけではなかった。唐古・鍵遺跡の環濠集落の大型化などによっても、紀元前1世紀には奈良盆地全域あるいはこれを二分、三分した範囲を領域とする国が成立していたものと考えられる。